# ماثيو كوتادور
ماثيو كوتادور (بالفرنسية: Mathieu Coutadeur)‏ (مواليد 20 يونيو 1986 في لو مان - فرنسا) لاعب كرة قدم فرنسي يلعب حاليا لصالح نادي الدرجة الأولى لوريان الفرنسي منذ 2011 في مركز الوسط المحوري.

## روابط خارجية
- ماثيو كوتادور على موقع قاعدة بيانات كرة القدم.إي يو (الإنجليزية)
- ماثيو كوتادور على موقع ليكيب (الفرنسية)
- ماثيو كوتادور على موقع Soccerway.com (الإنجليزية)
- ماثيو كوتادور على موقع عالم كرة القدم.نت (الإنجليزية)
- ماثيو كوتادور على موقع AS.com (الإسبانية)
- ماثيو كوتادور على موقع GSA (الإنجليزية)